# Noyau d'Onuf
Le noyau d'Onuf est un groupe distinct de neurones situés dans la partie ventrale ( lames IX ) de la corne antérieure de la région sacrée de la moelle épinière humaine.
Il est impliqué dans le maintien de la miction et de la continence défécatoire, ainsi que dans la contraction musculaire pendant l'orgasme.
Il contient des motoneurones et est à l'origine du nerf pudendal.
La région sacrée de la moelle épinière est le quatrième segment de la moelle épinière qui se compose de la partie enfermée par les vertèbres 26-30.

## Historique
Alors qu'il travaillait à New York en 1899, Bronislaw Onuf-Onufrowicz a découvert ce groupe de cellules uniques et l'a identifié à l'origine comme le « groupe X ». Le « groupe X » a été considéré comme distinct par Onufrowicz parce que les cellules étaient de taille différente des neurones environnants du groupe antéro-latéral, ce qui lui suggèra qu'elles étaient indépendantes.

## Structure
Ce petit groupe de neurones est principalement situé en S2 mais  il peut s'étendre jusqu'à l'extrémité caudale du premier segment sacré ou jusqu'à la partie médiane du troisième segment sacré.
Ces neurones sont disposés en  neuropile dans les cornes ventrales gauche et droite de façon presque symétrique.
Chez les animaux, il contient en moyenne entre 300 et 500 neurones.
Pour les humains, il contient en moyenne 625 neurones au total des deux côtés de la colonne vertébrale. Il mesure environ 4 à 6 mm.
Les neurones du noyau d'Onuf sont des motoneurones et se caractérisent par leur multipolarité et leurs grands corps de Nissl. Leur taille est petite par rapport aux cellules environnantes.
Plusieurs techniques de coloration peuvent être utilisées pour mettre en évidence le noyau d'Onuf :
- La coloration de Nissl
- La coloration de Klüver-Barrera qui le fait apparaître en clair en raison de la présence de nombreuses fibres non myélinisées.

## Fonction
Le noyau d'Onuf est à l'origine de l'innervation des muscles striés des sphincters du rectum et de la vessie.
Les neurones du noyau d'Onuf sont responsables du contrôle
- Des muscles sphincters externe de l'anus (sous-noyau dorso-médial)
- Des muscles sphincters externes de l'urètre (sous-groupe ventro-latéral)

Onufrowicz a également proposé qu'il contrôlait les muscles ischio-caverneux et les muscles bulbo-spongieux qui interviennent dans l'érection pénienne et dans l'éjaculation chez les hommes.

### Contrôle somatique
- Les motoneurones du noyau d'Onuf innervent la musculature striée qui est contrôlée volontairement[1].
- Les neurones du noyau d'Onuf manquent de vésicules autonomes  même s'ils reçoivent les mêmes terminaisons synaptiques  que les motoneurones alpha.
- Une étude de Bergmann et al. a montré que les cellules du noyau d'Onuf présentent les mêmes anomalies cytosquelettiques que les motoneurones alpha dans les maladies des motoneurones (sclérose latérale amyotrophique)[1].

### Contrôle autonome
- Les maladies caractérisées par des troubles de la miction et de la défécation affectent de manière similaire les cellules autonomes et les cellules du noyau d'Onuf[1].
- Les deux types cellulaires sont épargnés par la sclérose latérale amyotrophique[1].
- Les cellules du noyau d'Onuf sont anatomiquement liées aux motoneurones parasympathiques sacrés et possèdent de nombreuses terminaisons nerveuses peptidergiques.
- Les cellules du noyau d'Onuf ressemblent aux neurones autonomes et ne reçoivent pas d'afférences des neurones adjacents[1].

### Les neurotransmetteurs dans le noyau d'Onuf
Les motoneurones du noyau d'Onuf contiennent un réseau dense de récepteurs et de neurotransmetteurs à sérotonine et à noradrénaline. Ils sont activés par le glutamate.
Lorsque les récepteurs 5-HT et NE sont stimulés, un réflexe de garde se produit pour empêcher l'évacuation de la vessie causée par une pression abdominale inattendue.

### Dimorphisme sexuel
Le noyau d'Onuf est sexuellement dimorphe, ce qui signifie qu'il existe des différences dans le noyau d'Onuf entre les mâles et les femelles de la même espèce. Le dimorphisme sexuel du noyau d'Onuf a été trouvé chez les chiens, les singes et les humains. Les mâles de ces espèces ont plus de motoneurones que leurs homologues femelles. Il a également été démontré que les différences sexuelles dans le noyau d'Onuf peuvent être réduites (ou dans certains cas éliminées) en exposant une femelle prénatale à des niveaux élevés d'androgènes.,,

## Aspect clinique

### Incontinence urinaire d'effort
L'incontinence urinaire d'effort (IUE) est une maladie courante chez les femmes causée par une faiblesse des muscles du plancher pelvien. La toux, le rire, les éternuements, l'exercice ou d'autres mouvements qui augmentent la pression intra-abdominale, et donc augmentent la pression sur la vessie, sont des raisons courantes de perte d'urine.
Le flux urinaire est contrôlé par deux types de muscles : des fibres musculaires lisses ( le muscle sphincter interne de l'urètre) et des fibres musculaires striées ( le muscle sphincter externe de l'urètre).
Les fibres musculaires lisses sont contrôlées par les divisions sympathique et parasympathique du  système nerveux périphérique.
Les fibres musculaires striées sont contrôlées par les divisions somatiques du système nerveux périphérique.
L'innervation sympathique et  provient des neurones pré-ganglionnaires sympathiques situés dans la moelle épinière lombaire supérieure le long du nerf hypogastrique et se termine dans les couches musculaires lisses longitudinales et circulaires de l'urètre.
L'innervation parasympathique provient des neurones parasympathiques pré-ganglionnaires de la moelle épinière sacrée et se termine également dans les couches musculaires lisses longitudinales et circulaires de l'urètre.
Enfin, l'innervation somatique provient des motoneurones du noyau d'Onuf via le nerf pudendal qui se connecte directement aux fibres musculaires striées.
Le réflexe de stockage sympathique ou réflexe pelvien-hypogastrique est initié lorsque la vessie gonfle. Les récepteurs extensibles provoquent la libération de noradrénaline (NE) par les neurones post-ganglionnaires. La NE provoque le relâchement de la vessie et la contraction de l'urètre, empêchant ainsi la perte d'urine.
Le réflexe de stockage somatique ou le réflexe pelvien-pudendal ou de garde est déclenché lorsque l'on rit, éternue ou tousse, ce qui provoque une augmentation de la pression vésicale. Le glutamate est le principal transmetteur excitateur de ce réflexe. Le glutamate active les récepteurs NMDA et AMPA qui produisent des potentiels d'action. Ces potentiels d'action activent la libération d'acétylcholine provoquant la contraction des fibres musculaires striées.
Lorsque le réflexe de garde ne fonctionne pas normalement, une incontinence urinaire d'effort se produit.

#### Effet de laduloxétine
Le noyau d'Onuf contrôle les motoneurones des muscles sphincters striés. Il  contient un réseau dense de terminaux 5-HT (sérotonine) et NE (noradrénaline)  qui inhibent l'activité de la vessie.
En 2005, les chercheurs Wolfgang H. Jost et Parvaneh Marsalek ont utilisé des inhibiteurs de la recapture de la sérotonine et de la noradrénaline (IRSN) pour augmenter les niveaux synaptiques de 5-HT et de NE dans la fente synaptique. Il a été démontré que le chlorhydrate de duloxétine, un IRSN, augmente la capacité de la vessie et l'activité des muscles sphinctériens chez les animaux et les humains présentant une fonction vésicale déficiente. La duloxétine est le premier médicament développé pour aider l'incontinence urinaire d'effort. Ceci est prometteur car la duloxétine n'a également montré aucun effet sur la force ou la durée de contraction de la vessie, ce qui suggère que la duloxétine affecte le membre sensoriel du processus de miction. La 5-HT et la NE ne fonctionnent pas par excitation directe des motoneurones mais facilitent les effets du glutamate. Lorsque l'activation glutamatergique dans les motoneurones du sphincter est absente, il n'y a pas d'effet de la NE ou de la 5-HT (observé lors de la contraction mictionnelle).

### La maladie de Charcot
La sclérose latérale amyotrophique ( ou maladie de Charcot ) est une maladie qui provoque une dégénérescence des motoneurones qui contrôlent les mouvements musculaires volontaires.
Étonnamment, les sphincters de la vessie et du rectum restent normaux même pendant les derniers stades terminaux de la maladie. Étant donné que ces muscles sont contrôlés par le noyau d'Onuf, cela revêt une grande importance dans l'étude de cette maladie.
Dans la sclérose latérale amyotrophique, le noyau d'Onuf est préservé mais les autres groupes cellulaires de la corne antérieure s'atrophient. Cette découverte a renforcé l'idée que le noyau d'Onuf contrôlait les muscles liés à la fonction du sphincter de l'anus et de l'urètre.
Dans une étude menée par Kihira et al., huit personnes atteintes de sclérose latérale amyotrophique ont été comparées à neuf cas témoins. Les résultats ont indiqué que le nombre total de neurones dans le noyau d'Onuf chez les patients atteints de sclérose latérale amyotrophique ne différait pas de celui des patients témoins. Cependant, les neurones normaux ont diminué en nombre tandis que les neurones atrophiques ont augmenté. Il a également été montré que la diminution du nombre de neurones normaux n'était pas due au vieillissement. Les patients atteints de sclérose latérale amyotrophique contiennent également moins d'ARN dans leurs motoneurones que les individus normaux. La diminution de l'ARN est corrélée à la diminution de la taille du nucléole. Ainsi, la taille du nucléole peut être un indicateur précoce de la sclérose latérale amyotrophique.

### L'amyotrophie spinale
Le noyau d'Onuf est souvent épargné dans l'amyotrophie spinale  de type 1.

### Syndrome de Shy-Drager
Le syndrome de Shy-Drager est une maladie neurodégénérative rare qui attaque le système nerveux autonome dont le principal symptôme est l'incontinence.
Les études dans ce tableau clinique ont révélé que la mort cellulaire dans les sections sacrées était limitée à la zone du noyau d'Onuf. Ce qui confirmerait le rôle du noyau d'Onuf dans la continence vésicale et rectale.

## Dans les autres espèces animales
Le noyau d'Onuf n'est pas spécifique aux seuls humains. Comme mentionné précédemment, les motoneurones du sphincter urétral externe et du sphincter anal externe se trouvent dans la corne ventrale du deuxième segment sacré. En utilisant la peroxydase de raifort pour colorer les neurones, il a été déterminé que les motoneurones du sphincter anal externe sont situés en dorso-médial par rapport aux motoneurones du sphincter urétral externe chez le chat, le chien, le singe, le hamster doré comme chez l'être-humain.
Cependant, la localisation de ces motoneurones diffère chez le rat, la gerbille de Mongolie et le porc domestique.
Chez le rat, ces motoneurones sont situés dans des groupes cellulaires séparés.
En plus des différences entre l'emplacement des motoneurones responsables ou la fonction du sphincter, il est important de mentionner les différences de dimorphisme sexuel entre les espèces. Bien que le dimorphisme sexuel du noyau d'Onuf soit présent chez toutes les espèces, l'étendue du dimorphisme sexuel varie.
Par exemple, le dimorphisme sexuel du nombre de motoneurones périnéaux est moins évident chez le chien et l'homme que chez le rat. Ceci est normal car les chiennes conservent leurs muscles périnéaux alors que les rats femelles n'en ont pas.
Comme chez l'être-humain, l'androgène prénatal joue un rôle important dans l'établissement des différences sexuelles dans le noyau d'Onuf de ces espèces. Si une femelle est exposée à un excès d'androgènes pendant la période prénatale, le dimorphisme sexuel ne se produit pas dans le noyau d'Onuf.